# If Undertale was Realistic
Si Undertale fos realista és una sèrie d'animació còmica i d’humor negre creada per Smash Bits Animations el 8 d’octubre de 2016. La sèrie va ser escrita per Dexter Manning i creada per Ricky St. Jones. Aquesta sèrie animada, parodia tant la trama com els personatges d’Undertale i les seves diverses rutes, mitjançant capítols independents que narren la història des del punt de vista del protagonista.

## Producció
La sèrie va ser animada utilitzant Source Filmmaker, una eina d’animació desenvolupada per Valve. La majoria dels personatges van ser interpretats per Dexter Manning, amb l’edició de veu a càrrec de Will Ryan de DAGames. La sèrie consta de 17 episodis, que posteriorment van ser compilats en una pel·lícula completa disponible a YouTube.

## Sinopsi
La trama segueix The Genderless Child (El Nen Sense Gènere), una versió de Frisk, qui cau al Subsòl i s’enfronta a diversos personatges del joc original. Al llarg del seu viatge, el protagonista interactua amb personatges com Flowey, Toriel, Sans, Papyrus, Undyne i Alphys, tots presentats amb personalitats exagerades i diàlegs carregats d’humor negre i referències a la cultura pop.
La sèrie parodia esdeveniments clau del joc, incloent-hi les rutes pacifista i neutral als primers 8 capítols, i la ruta genocida als 9 restants, amb un enfocament satíric i crític des del punt de vista humorístic.

### El nen sense gènere
És la paròdia del que seria el veritable protagonista del joc original (Frisk), i alhora el protagonista de la sèrie. Té un caràcter i una personalitat nihilista, indiferent, freda i cruel envers gairebé tothom al Subsòl, tot i que la majoria dels monstres no presten atenció als seus comentaris i solen ajudar-lo a assolir el seu objectiu: arribar a la superfície.

## Recepció
El seu primer episodi va ser ben rebut per la comunitat anglòfona i per la comunitat del joc original, amb vídeos que van acumular milions de visualitzacions a YouTube. La sèrie es va fer coneguda pel seu humor irreverent i per la reinterpretació de les escenes originals del joc.
Arran de la seva gran popularitat, la sèrie va ser doblada al castellà pel youtuber Max Wolf, fet que li va donar encara més rellevància dins la comunitat hispanoparlant.
La seva gran viralitat va impulsar força tant el canal Smashbits com el de Max Wolf.
La sèrie va rebre una bona puntuació a IMDb amb 8,9 estrelles i crítiques mayoritariament positives.

## Problemes de producció
Els creadors de la sèrie van animar el personatges sense acreditar els seus respectius artistes, per el que van tenir que pasar un problema amb els drets d’autor, això va fer que l’equip tingues que repenjar les seves animacions i fer algunes modificacions a alguns personatges en capítols posteriors.